# Lethrinus lentjan
Espèce
Capitaine lentilles ou Empereur lentille (Lethrinus lentjan) est une espèce de poisson de la famille des Lethrinidae.
Le Sultanat d'Oman lui a dédié un timbre, émis en 1999.